# Dietrich Dresel
Johann Dietrich Dresel (* 17. Juli 1785 in Schweflinghausen (Westfalen); † 27. April 1855 in Münster (Westfalen)) war ein deutscher Weinhändler und Abgeordneter.

## Leben und Wirken

### Herkunft und Familie
Dresel war der Sohn des Fabrikanten Johann Dietrich Dresel (*  Juli 1758 in Breckerfeld; beerdigt 1. September 1802 in Schwelm) und dessen Ehefrau Maria Elisabeth Rutenbeck, geborene Korte (getauft 13. März 1753 in Schwelm; † 13. April 1794). 
Dresel, der katholischer Konfession war, heiratete ca. 1811/12 in erster Ehe Hermine geborene Marrien (* 1791 in Meppen; † 15. April 1820 in Geisenheim). Nach dem Tod seiner ersten Ehefrau heiratete er am 23. Dezember 1821 in Wiesbaden in zweiter Ehe Margarethe Henriette Luise geborene Ebhardt (* 2. Dezember 1797 in Neusaarwerden; † 20. September 1847 in Geisenheim), die Tochter des Rechnungskammerdirektors Georg Heinrich Ebhardt und der Johanette Christiane Schmidt.

### Berufliche Tätigkeiten und weitere Engagements
Dresel war Weinhändler in Geisenheim. 
Er war 1846–1848 Mitglied der Deputiertenkammer der Landstände des Herzogtums Nassau, gewählt aus der Gruppe der Gewerbetreibenden (freisinnig-demokratisch). Dresel zählte zum sogenannten Hallgartener Kreis und nahm am 5. März 1848 an der Heidelberger Versammlung der 51 teil. Danach wurde er Mitglied des Vorparlaments.